# Danmarksdemokraternes Ungdom
 Der er for få eller ingen kildehenvisninger i denne artikel, hvilket er et problem. Du kan hjælpe ved at angive troværdige kilder til de påstande, som fremføres i artiklen.

Danmarksdemokraternes Ungdom (DDU) er en dansk politisk ungdomsorganisation, der har tilknytning til Danmarksdemokraterne.
Danmarksdemokraternes Ungdom er Danmarksdemokraternes officielle ungdomsorganisation, der blev stiftet i 2022 for at engagere unge i partiets politik. Organisationen arbejder for at fremme Danmarksdemokraternes værdier blandt unge og styrke ungdommens stemme i den politiske debat.

## Historie
Danmarksdemokraternes Ungdom blev grundlagt kort efter Danmarksdemokraternes stiftelse i 2022. Organisationens formål var at mobilisere unge vælgere og støtte moderpartiet i valgkampagner samt politisk arbejde. Ungdomspartiets første formand blev Patrick Culmsee Bryhl Madsen, som er medlem af Sydslesvigudvalget i Folketinget, uden selv at være medlem af Folketinget.
Ved kommunalvalget i 2021 lykkedes det medlemmer af ungdomsorganisationen at bidrage til valgkampen, hvor Danmarksdemokraterne opnåede repræsentation i flere kommunalbestyrelser. Ungdomsorganisationen spillede også en aktiv rolle i folketingsvalget i 2022.

## Politisk ideologi
Danmarksdemokraternes Ungdom er en borgerlig organisation, hvis grundholdninger blandt andet er antiwoke, en stram udlændingepolitik, og prioritering af landbrug, landdistrikter og danske værdier samt lavere skatter.

## Organisation
Danmarksdemokraternes Ungdom er ledet af et forretningsudvalg, der vælges på organisationens årlige landsmøde. Ungdomsorganisationen er tæt forbundet med moderpartiet og deltager aktivt i partiets politiske beslutningsprocesser. Forretningsudvalget består udelukkende af mænd.

## Skolevalgsresultater
Danmarksdemokraternes Ungdom deltog første gang i Skolevalg i 2024.
| Valg | Formand                      | Stemmer | %      | Mandater | +/- | Mærkesag #1                            | Mærkesag #2                              | Mærkesag #3              |
| ---- | ---------------------------- | ------- | ------ | -------- | --- | -------------------------------------- | ---------------------------------------- | ------------------------ |
| 2024 | Patrick Culmsee Bryhl Madsen |         | 3,06 % | 5 / 175  | 5   | Giv 17-årige ret til at køre bil alene | Gør arbejde for unge under 18 skattefrit | Hårdere straffe for vold |